# 田中秀昌 (野球)
田中 秀昌（たなか ひでまさ、1957年3月16日 - ）は、日本の高校野球、大学野球指導者。大阪府出身。現役時代は一塁手。

## 来歴
大阪市に生まれた。上宮高等学校では中田宗男と同期だった。近畿大学では在学中一度もベンチ入り出来なかったので、上宮高校コーチを務めていた。
卒業後は、上宮学園同窓会長の東武大阪府議の秘書を6年務めた。1985年1月に上宮高校コーチとなり、近畿大学で聴講生となり教員免許を取得。体罰問題が原因で辞任した山上烈のあとを受けて1991年8月に監督に就任した。上宮では1993年の第65回選抜高等学校野球大会で優勝、1997年の第69回選抜高等学校野球大会でベスト4を記録したが、2001年夏を最後に辞任。2003年8月より、柏原高等学校（のち東大阪大学柏原高等学校）野球部監督に就任し、2011年の第93回全国高等学校野球選手権大会に出場している。
2014年より、母校近畿大学野球部監督を務める。2023年秋季リーグ戦を以て監督を退任。

## 指導した選手
- 三木肇
- 石川慎吾
- 佐藤輝明
- 小深田大翔
- 則本佳樹
- 村西良太
- 畠世周